# Liste der Fornminnen in Mörrum

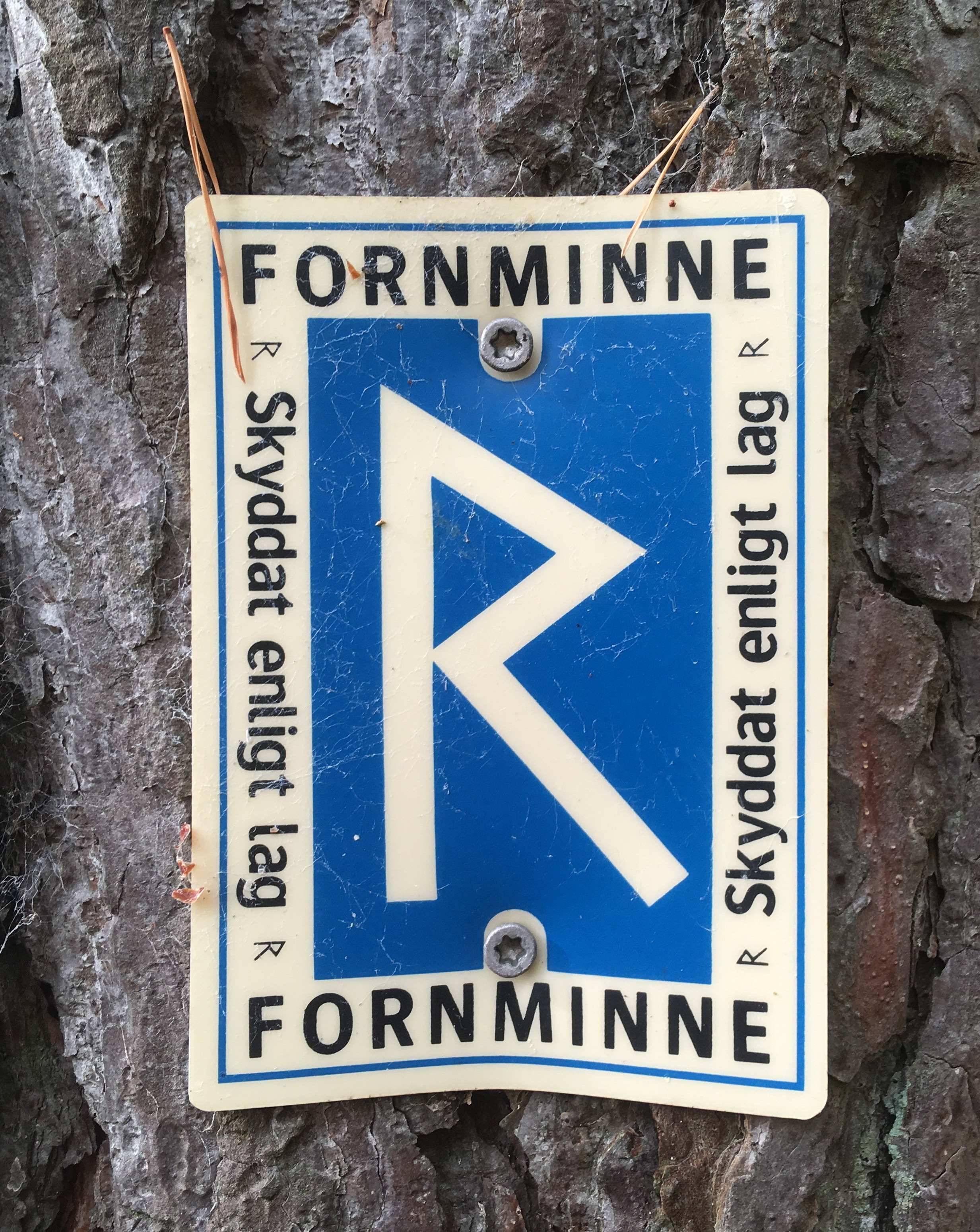
Zeichen für „Fornminnen“ in Schweden

Diese Liste der Fornminnen in Mörrum zeigt die „alten/antiken Denkmale“ (schwedisch fornminnen) im ehemaligen Socken Mörrum in der heutigen Gemeinde Karlshamm der südschwedischen Provinz Blekinge län, sie ist eine Teilliste der „Liste der Fornminnen in Blekinge“. Die Aufteilung basiert auf der historischen Zuordnung der Gebiete in Socken (siehe auch) und der Einteilung des Zentralamt für Denkmalpflege Riksantikvarieämbetet (RAÄ). Es werden die Fornminnen aufgeführt, die auf dem Suchdienst „Fornsök“ registriert sind, welcher weitere Informationen zu den bekannten kulturhistorischen Überresten in Schweden enthält.

## Begriffserklärung
Fornminnen (schwedisch für alte/antike Denkmale oder archäologische Funde) sind in Schweden alte Objekte und archäologische Funde (Fornlämningar), welche die Überreste menschlicher Aktivitäten in der Vergangenheit bezeichnen, die durch frühere Nutzung entstanden sind und dauerhaft aufgegeben wurden. Dabei gilt für Fornminnen, die vor 1850 entstanden sind, dass sie automatisch durch das Gesetz geschützt sind. Aber auch jüngere Überreste können zu Bodendenkmalen erklärt werden, wenn sie sich an ihrem ursprünglichen Standort befinden und weitgehend erdgebunden sind. Als Fornminnen zählen u. a. Siedlungen und Siedlungsreste aus prähistorischer Zeit, Gräber und Grabstätten, Burgruinen, Ruinen von Klöstern, Kirchen und Schlössern, Steine und Felsen mit Inschriften und Bildern (z. B. Runensteine und Petroglyphen), insofern sie nicht schon als Einzeldenkmal unter Byggnadsminnen (schwedisch für Baudenkmale) oder kyrkliga Kulturminnen (schwedisch für kirchliches Kulturgut) ausgewiesen sind.

## Legende
| ID           | = | ID.Nr. des Denkmalregisters (Fornsök) im schwedische Amt für nationales Kulturerbe (Riksantikvarieämbetet (RAÄ)) |
| Lage         | = | Koordinatenangabe des Standorts                                                                                  |
| Bezeichnung  | = | Bezeichnung des Denkmalobjekts (auch RAÄ-Nr.)                                                                    |
| Beschreibung | = | Name (Denkmaltyp/Dokumentenverweis im Arkivsök) sowie eine kurze Beschreibung des Objekts                        |
| Bild         | = | Bild des Objekts sowie Verweis auf weitere Bilder                                                                |

## Fornminnen Mörrum
| ID             | Lage    | Bezeichnung (RAÄ-Nr.) | Beschreibung | Bild           |
| -------------- | ------- | --------------------- | --- | -------------- |
| 10100700060001 | (Karte) | Mörrum 6:1            | Mörrum 6:1 (Steinsetzung / L1979:3649) bitte Beschreibung ergänzen ! | Weitere Bilder |
| 10100700060002 | (Karte) | Mörrum 6:2            | Mörrum 6:2 (Steinsetzung / L1979:3274) bitte Beschreibung ergänzen ! | Weitere Bilder |
| 10100700070001 | (Karte) | Mörrum 7:1            | Mörrum 7:1 (Grabstein / L1979:3315) bitte Beschreibung ergänzen ! | Weitere Bilder |
| 10100700080001 | (Karte) | Mörrum 8:1            | Mörrum 8:1 (Steinsetzung / L1979:3776) bitte Beschreibung ergänzen ! | Weitere Bilder |
| 10100700100001 | (Karte) | Mörrum 10:1           | Mörrum 10:1 (Friedhof / L1979:3399) ehemaliger Cholera-Friedhof am Ostufer des Mörrumsån in Mörrum, quadratisch etwa 25 × 25 m groß, umgeben von einer ca. 1 m hohen Steinmauer mit einem Eisentor und Steinpfosten im Norden und mit dem Gedenkstein Mörrum 10:2 (L1979:3778) im Westteil. | Weitere Bilder |
| 10100700100002 | (Karte) | Mörrum 10:2           | Mörrum 10:2 (Gedenkstein / L1979:3778) ca. 1,5 m hoher und 1,1 m breiter Gedenkstein von 1955 mit Inschrift im Westteil des Cholera-Friedhof Mörrum 10:1 (L1979:3399) in Mörrum (Bildnachweis)                                                                                              | Weitere Bilder |
| 10100700110001 | (Karte) | Mörrum 11:1           | Mörrum 11:1 (Steinsetzung / L1979:3441) bitte Beschreibung ergänzen ! | Weitere Bilder |
| 10100700130001 | (Karte) | Mörrum 13:1           | Mörrum 13:1 (Steinsetzung / L1979:3912) bitte Beschreibung ergänzen ! | Weitere Bilder |
| 10100700140001 | (Karte) | Mörrum 14:1           | Mörrum 14:1 (Steinsetzung / L1979:3913) bitte Beschreibung ergänzen ! | Weitere Bilder |
| 10100700150001 | (Karte) | Mörrum 15:1           | Mörrum 15:1 (Steinsetzung / L1979:3524) bitte Beschreibung ergänzen ! | Weitere Bilder |
| 10100700190001 | (Karte) | Mörrum 19:1           | Mörrum 19:1 (Gräberfeld / L1979:3139) ca. 65 × 20 m großes Gräberfeld (tw. überbaut) an der Sölvesborgvägen in Mörrum, bestehend aus 6 nachgewiesenen Grabsteinen von bis zu 1,8 m Höhe. | Weitere Bilder |
| 10100700200001 | (Karte) | Mörrum 20:1           | Mörrum 20:1 (Steinsetzung / L1979:3141) bitte Beschreibung ergänzen ! | Weitere Bilder |
| 10100700230001 | (Karte) | Mörrum 23:1           | Mörrum 23:1 (Grabhügel / L1979:3259) (auch als schwedisch Höjers kulle bezeichnet) bitte Beschreibung ergänzen ! | Weitere Bilder |
| 10100701010001 | (Karte) | Mörrum 101:1          | Mörrum 101:1 (Steinsetzung / L1979:3147) bitte Beschreibung ergänzen ! | Weitere Bilder |
| 10100701030001 | (Karte) | Mörrum 103:1          | Mörrum 103:1 (Steinsetzung / L1979:3587) bitte Beschreibung ergänzen ! | Weitere Bilder |
| 10100701040001 | (Karte) | Mörrum 104:1          | Mörrum 104:1 (Steinkammergrab / L1979:3588) bitte Beschreibung ergänzen ! | Weitere Bilder |
| 10100701060001 | (Karte) | Mörrum 106:1          | Mörrum 106:1 (Steinsetzung / L1979:3266) bitte Beschreibung ergänzen ! | Weitere Bilder |
| 10100701070001 | (Karte) | Mörrum 107:1          | Mörrum 107:1 (Steinsetzung / L1979:3725) bitte Beschreibung ergänzen ! | Weitere Bilder |
| 10100701080001 | (Karte) | Mörrum 108:1          | Mörrum 108:1 (Steinsetzung / L1979:3726) bitte Beschreibung ergänzen ! | Weitere Bilder |
| 10100701130001 | (Karte) | Mörrum 113:1          | Mörrum 113:1 (Festung/Schanze / L1979:3863) (auch als schwedisch Gallery skantz (1684) bezeichnet) bitte Beschreibung ergänzen ! | Weitere Bilder |
| 10100701180001 | (Karte) | Mörrum 118:1          | Mörrum 118:1 (Festung/Schanze / L1979:3988) bitte Beschreibung ergänzen ! | Weitere Bilder |
| 10100701180002 | (Karte) | Mörrum 118:2          | Mörrum 118:2 (Festung/Schanze / L1979:3987) bitte Beschreibung ergänzen ! | Weitere Bilder |
| 10100701230001 | (Karte) | Mörrum 123:1          | Mörrum 123:1 (Steinsetzung / L1979:3152) bitte Beschreibung ergänzen ! | Weitere Bilder |
| 18000000070670 | (Karte) | Mörrum 130            | Mörrum 130 (Sperr-Vorrichtung / L1978:2809) horizontale Pfähle als Teile einer ehemals mittelalterlichen Hafen-Sperr-Vorrichtung im Norden des früheren Bauernhafens von Pukavik, welche bei Baggerarbeiten 1982 vor der Einfahrt in den heutigen Hafen von Björkenäs entdeckt wurden.      | Weitere Bilder |
| 12000000072024 | (Karte) | Mörrum 132            | Mörrum 132 (Grabstein / L1978:2347) bitte Beschreibung ergänzen ! | Weitere Bilder |
| 12000000072032 | (Karte) | Mörrum 133            | Mörrum 133 (Grabstein / L1978:2674) bitte Beschreibung ergänzen ! | Weitere Bilder |
| 12000000116888 | (Karte) | Mörrum 308            | Mörrum 308 (Steinhügelgrab / L1978:6899) bitte Beschreibung ergänzen ! | Weitere Bilder |
| 12000000120179 | (Karte) | Mörrum 357            | Mörrum 357 (Steinsetzung / L1978:7057) bitte Beschreibung ergänzen ! | Weitere Bilder |
| 12000000120182 | (Karte) | Mörrum 360            | Mörrum 360 (Steinsetzung / L1978:7085) bitte Beschreibung ergänzen ! | Weitere Bilder |
| 12000000129433 | (Karte) | Mörrum 435            | Mörrum 435 (Steinsetzung / L1978:4868) bitte Beschreibung ergänzen ! | Weitere Bilder |
| 12000000129828 | (Karte) | Mörrum 454            | Mörrum 454 (Steinsetzung / L1978:5073) bitte Beschreibung ergänzen ! | Weitere Bilder |
| 12000000130248 | (Karte) | Mörrum 471            | Mörrum 471 (Steinhügelgrab / L1978:4903) bitte Beschreibung ergänzen ! | Weitere Bilder |